# 김상회
김상회(金尙會, 일본식 이름: 豊原以尙도요하라 이쇼, 1890년 4월 10일 ~ 1962년 5월 17일)는 일제강점기의 언론인 겸 관료로, 본적은 서울특별시 중구 다동이다.

## 생애
1906년 동산중학교를 졸업했다. 1921년 1월 국민협회 평의원으로 임명되었고 1922년 4월 국민협회 총무로 임명되었다.
1922년 4월부터 1923년 9월까지 국민협회 기관지 《시사평론》 편집 겸 발행인을 역임하는 동안 〈조선통치에 관한 사견(1~3)〉(시사평론 1922년 4월호, 1922년 5월호, 1922년 7월호), 〈토지소유권과 소작권〉(시사평론 1922년 8월호), 〈문화정치의 근본정신〉(시사평론, 1922년 9월호), 〈여사(如斯)히 하여 아 사회를 부활하라〉(시사평론, 1922년 11월호)를 기고했고 1923년 《시사평론》 사장 겸 주필을 역임하는 동안 〈회고와 예상의 중간의 입(立)하여〉(시사평론, 1923년 3월호), 〈경제생활의 개선과 부업〉(시사평론, 1923년 7월호), 〈정변과 재해〉(시사평론, 1923년 9월호)를 기고했다. 1924년 4월 16일 국민협회 상담역으로 임명되었다.
1929년부터 1930년까지 《매일신보》 편집국장 겸 《경성일보》 이사를 역임했으며 1931년 12월 《매일신보》 논설부 주임을 역임했다. 《서울프레스》 이사(1933년 ~ 1934년)와 《경성일보》 이사(1933년 ~ 1935년)를 역임했고 《매일신보》 논설부장 이사(1936년), 주필 겸 논설부장 이사(1937년), 이사(1938년)를 역임했다. 1938년 9월 1일부터 1945년 8월 15일 광복 때까지 조선총독부 중추원 참의를 역임했으며 1940년 3월 19일에 열린 창씨 개명에 대한 강연회에서 강사로 활동했다.
친일파 708인 명단의 중추원 부문, 민족문제연구소의 친일인명사전 수록자 명단의 중추원 부문과 언론/출판 부문, 친일반민족행위진상규명위원회가 발표한 친일반민족행위 705인 명단에 포함되었다.

## 참고 자료
- 친일반민족행위진상규명위원회 (2009). 〈김상회〉. 《친일반민족행위진상규명 보고서 Ⅳ-2》. 서울. 822~844쪽.